# 佩斯利角 (伊利諾伊州)
佩斯利角（英語：Paisley Corners）是位於美國伊利諾伊州邦德縣的一個非建制地區。該地的面積和人口皆未知。

## 地理
佩斯利角的座標為38°58′53″N 89°28′15″W / 38.98139°N 89.47083°W，而該地的平均海拔高度為183米（即600英尺）。